# Eugongylus rufescens
Eugongylus rufescens är en ödleart som beskrevs av Shaw 1802. Eugongylus rufescens ingår i släktet Eugongylus och familjen skinkar. Inga underarter finns listade i Catalogue of Life.
Arten förekommer från Sulawesi över Nya Guinea och norra Australien (delstaten Queensland) till Salomonöarna. Honor lägger ägg.